# Глазынино
Глазы́нино — деревня в Одинцовском районе Московской области, входит в городское поселение Одинцово.

## Расположение
Деревня расположена к западу от автодороги «Беларусь» (Минское шоссе) (с правой стороны при следовании из Москвы) на границе с городом Одинцово (в непосредственной близости строится 9-й микрорайон), в 1 км к юго-востоку от железнодорожной станции Одинцово

## История
По данным 1852 года деревня Глазынино принадлежала Фёдору Васильевичу Самарину, а проживало в ней 24 мужчины и 25 женщин (49 жителей).
По данным переписи 1926 года здесь было уже 119 жителей (46 мужчин и 73 женщины). В 1989 году — 120 жителей.
До 2005 года деревня входила в Мамоновский сельский округ, во время муниципальной реформы была включена в состав городского поселения Одинцово.

## Население
На 2006 год постоянное население деревни — 86 человек.